# 四国中央医療福祉総合学院
四国中央医療福祉総合学院（しこくちゅうおういりょうふくしそうごうがくいん）は、愛媛県四国中央市に立地する専修学校。

## 概要
- 所在地：愛媛県四国中央市中之庄町1684-10

## 設置学科
- 理学療法学科
  - 全日制3年
- 作業療法学科
  - 全日制3年
- 言語聴覚学科
  - 全日制3年
- 看護学科
  - 全日制3年
- 社会福祉学科
  - 通信制1年8か月
- 精神保健福祉学科
  - 通信制（一般）1年8か月
  - 通信制（短期）9か月

## 周辺
- 愛媛県立三島病院
- 愛媛県立看護専門学校
- 伊予三島運動公園

## アクセス
JR予讃線三島駅前バス停より、せとうちバス三島医療センター経由新居浜住友病院前行きで4分、三島医療センターで下車後、徒歩3分。